# Chapelle-Spinasse
Chapelle-Spinasse település Franciaországban, Corrèze megyében. Lakosainak száma 113 fő (2022. január 1.). Chapelle-Spinasse Moustier-Ventadour, Rosiers-d’Égletons, Saint-Hilaire-Foissac és Montaignac-sur-Doustre községekkel határos.

## Népesség
A település népességének változása:
| Lakosok száma | 124  | 119  | 137  | 116  | 116  | 116  | 115  | 113  | 112  | 113  |
|               | 1968 | 1982 | 1990 | 2006 | 2013 | 2015 | 2017 | 2019 | 2020 | 2022 |